# Parque Colúmbia
Parque Colúmbia è un quartiere (bairro) della Zona Nord della città di Rio de Janeiro in Brasile.
Ha scarsità di servizi e commercio. A causa della sua vicinanza all'autostrada Presidente Dutra, diverse compagnie di trasporto hanno scelto di basarsi nel quartiere ed è comune vedere camion che ostruiscono i marciapiedi o parcheggiano sulla strada. Nonostante sia un quartiere indipendente dal 1999,  viene comunemente confuso come una parte di Pavuna.  Analizzato insieme al quartiere Pavuna e alla favela di Acari, il suo HDI, nel 2000, era risultato 0,720, essendo il 124° e il terzultimo nella città di Rio de Janeiro.

## Amministrazione
Parque Colúmbia fu istituito come bairro a sé stante il 23 aprile 1999 come parte della Regione Amministrativa XXV - Pavuna del municipio di Rio de Janeiro da uno scorporo del territorio di Pavuna.

## Storia
Intorno al 1950 alcuni abitanti si stabilirono nella zona. A quel tempo l'urbanizzazione era scarsa, non c'era fornitura di elettricità o acqua potabile. Rua Embaú, attualmente la strada principale, non era ancora asfaltata. Il paesaggio era composto da alberi di cocco e molto terreno era ricoperto da erbacce. Durante questo periodo, la pesca del pesce e dei gamberi nel fiume Acari era la principale attività economica per le famiglie della zona. Nel fiume Acari, che confina con il quartiere, era possibile trovare gamberi e persino pesci, che costituivano il sostentamento delle poche famiglie che qui abitavano.
1956 - Il progetto di riparto a destinazione mista, edilizia popolare e industriale, a 229 metri dall'autostrada Presidente Dutra, tra il fiume Acari e la strada Embaú, è composto da 7 strade principali. Il progetto è stato realizzato sulla proprietà della società “Ferrometais Colombo Comércio e Indústria S.A., da cui il nome “Parque Colúmbia”.
1960 - Il progetto di lottizzazione popolare (PAL 23173) sul lato dispari di Rua Embau, nella proprietà della società “Mercúrio Engenharia Urbanização e Comércio Ltda”, realizza le 7 strade e Praça Somalia.
Il quartiere è stato ufficialmente istituito con la legge n. 1787 il 23 aprile 1999 con la modifica del quartiere Pavuna.